# 세계에너지협의회

세계에너지협의회(WEC; World Energy Council)는 1923년 영국 런던에서 설립된 에너지 전문 국제 민간기구다. 설립 초기에는 전력분야 공학자들이 중심이 되어 제1차 세계대전 후 피폐된 전력사업을 재건하는 데 주안점을 두었으나 차차 석유, 가스, 원자력, 신재생 등 에너지 전 분야로 영역을 확대하였으며 국제 에너지 기구 중 에너지 생산국과 소비국이 모두 모여 국제사회에서 에너지 업계의 입장을 대변하는 유일한 커뮤니티이다. 본부는 런던에 두고 있으며 회원국은 2014년 기준으로 전 세계 94개국이다. 각 회원국에는 정부기관, 연구기관, 기업, NGO, 대학 등에 소속된 에너지 전문가들이 회원으로 가입되어 있다.

WEC는 “지속 가능한 에너지 공급과 이용을 통해 모든 사람들에게 최대한의 혜택을 주는 것(to promote the sustainable supply and use of energy for the greatest benefit of all people)”을 최고의 목표로 삼고 있다. 연간 수차례에 걸쳐 연구 보고서와 각국의 에너지 정책을 평가한 정책평가 자료를 내고 있다.

WEC의 지도부는 회장(Chair), 공동회장(Co-Chair) 그리고 지역 별로 7명의 부회장(Vice Chair)으로 구성되어 있다. 회장단과 연구, 재정, 커뮤니케이션을 담당하는 3개의 상임위원회가 실질적으로 이 기구를 끌어가는 핵심이다.

WEC는 매년 전체 회원국이 모여 중요사항을 결정하는 연차총회(Executive Assembly)를 열고, 각 부회장 주재 하에 대륙 별 지역회의를 연간 수차례 개최한다. 3년 주기로 개최하는 세계에너지총회(World Energy Congress)는 가장 규모가 크고 권위 있는 에너지 관련 컨퍼런스(전시회 동시 개최)로 정평이 나 있다.

2013년에 ‘Securing Tomorrow’s Energy Today(내일의 에너지를 위한 오늘의 행동)’라는 주제로 대한민국 대구에서 2013 대구세계에너지총회(WEC Daegu 2013)가 개최되었으며 2016년 10월에는 ‘Embracing New Frontiers’라는 주제로 터키 이스탄불에서 제23차 세계에너지총회가 개최되었다. 제23차 세계에너지총회에서 대한민국 대성그룹의 김영훈 회장이 신임 회장으로 선출되어 WEC를 이끌고 있다.

## 역대 회장
- 1995 – 1998: 존 베이커 (John Baker)
- 1998 – 2001: 짐 애덤 (Jim Adam)
- 2001 – 2004: 안토니오 델로사리오 (Antonio del Rosario)
- 2004 – 2007: 앙드레 카유 (André Caillé)
- 2007 – 2013: 피에르 가도넥스 (Pierre Gadonneix)
- 2013 - 2016: 마리-호세 나두 (Marie-José Nadeau)
- 2016 - today: 김영훈 (Younghoon David Kim)

## 역대 사무총장
- 1924 – 1928: 대니얼 니콜 던롭 (Daniel Nicol Dunlop)
- 1928 – 1966: 찰스 그레이 (Charles Gray)
- 1966 – 1986: 에릭 러트리 (Eric Ruttley)
- 1986 – 1998: 이언 린지 (Ian Lindsay)
- 1998 – 2008: 제라드 두세 (Gerald Doucet)
- 2008 - 2009: 키런 오브라이언 (Kieran O'Brian)
- 2009 - today: 크리스토프 프라이 (Christoph Frei)

## 회장단
- 김영훈  회장 (YOUNGHOON DAVID KIM)
- 장 마리 도제  공동회장 (JEAN-MARIE DAUGER)
- 이브라힘 알무한나  중동지역 부회장 (IBRAHIM AL-MUHANNA, Vice Chair)
- 마타르 알 네야디  2019 아부다비 세계에너지총회 부회장 (MATAR AL NEYADI)
- 누얼 바이커리  아시아지역 부회장 (NUER BAIKELI)
- 클라우스 디터 바르프크네히트  재무담당 부회장 (KLAUS-DIETER BARBKNECHT)
- 레오나르드 비른바움  유럽지역 부회장 (LEONHARD BIRNBAUM)
- 올레그 부다르긴  지역개발담당 부회장 (OLEG BUDARGIN)
- 호세 다 코스타 카르발류 네토  기획위원회 회장 (JOSÉ DA COSTA CARVALHO NETO)
- 클라우디아 크로넨볼드  남미지역 부회장(CLAUDIA CRONENBOLD)
- 로버트 한프  북미지역 부회장 (ROBERT HANF)
- 일햄 이브라힘  아프리카지역 부회장 (ELHAM IBRAHIM)
- 시게루 무라키  아시아태평양/남아시아 부회장 (SHIGERU MURAKI)
- 호세 안토니오 바르가스 예라스  커뮤니케이션 및 전략위원회 회장 (JOSÉ ANTONIO VARGAS LLERAS)

## 연구 보고서
세계에너지협의회(WEC; World Energy Council)는 80년이 넘는 오랜 기간 동안 수준 높은 연구와 리포트 발간을 통해 세계 각국의 정부와 기업, 투자자 그리고 IGO 및 NGO에게 에너지와 관련한 투명한 정보를 제공해오고 있다.
WEC가 정기적으로 제공하고 있는 전략적 연구:
세계 에너지 시나리오: WEC는 컴퓨터를 활용한 정량적 연구와 광범위한 글로벌 네트워크를 통한 에너지 전문가들의 의견을 바탕으로 에너지 분야의 미래에 대해 예측하는 신뢰성 있는 시나리오들을 개발해 오고 있다.
세계 에너지 자원: WEC는 국가별, 지역별 그리고 글로벌 관점에서 주요 자원의 매장량과 생산량 그리고 자원 개발에 활용되는 기술에 대한 통계를 제공하고 있다.
세계 에너지 트릴레마(World Energy Trilemma): WEC에서 매년 발간되는 이 보고서는 각 국가들이 에너지 트릴레마에 얼마나 잘 대처하고 있는지를 조사한 결과를 담고 있다. 에너지 트릴레마는 에너지 형평성, 환경지속성 그리고 에너지 안보 등 3가지의 난해한 에너지 분야의 과제를 의미한다. 보고서에 포함된 에너지 지속가능성 지수(Energy Sustainability Index)는 국가별 순위를 통해 각국 에너지 정책의 우수성을 평가한다.
세계 에너지 이슈 모니터: WEC는 직접 개최하는 세계에너지총회(World Energy Congress)와 세계 에너지 리더 서미트(World Energy Leaders’ Summits) 그리고 연차총회(Executive Assembly) 등에서 논의된 내용과 전 세계 전문가들의 견해를 바탕으로 에너지 분야의 미래 이슈와 각 이슈들의 우선순위에 대한 분석을 제공한다. 이 분석은 위험 요인, 에너지 정책, 인프라, 기술, 특정 국가들의 정치 및 지역 문제 등 다양한 중요 이슈들을 담고 있다.

## 같이 보기
- 온실 기체